# Fingerpoke of Doom
Fingerpoke of Doom    (traducere: împungerea mortală) este numele dat unui incident din wrestlingul American profesionist care a avut loc pe data de 4 ianuarie 1999 în arena Georgia Dome din Atlanta, Georgia, în timpul unei transmisiuni live a WCW Monday Nitro, cel mai important show al companiei World Championship Wrestling. Incidentul a avut loc în timpul main-eventului Nitro, dintre campionul WCW la categoria World Heavyweight Kevin Nash, care era liderul facțiunii Wolfpac din New World Order (nWo), și Hollywood Hogan, liderul grupului Hollywood din New World Order, cu care Nash și facțiunea lui erau dușmani din aprilie 1998, de când grupul original s-a despărțit. Hogan era retras din wrestling. Grupul Wolfpac era format din wrestleri babyface, în timp ce grupul Hollywood era format din wrestleri heeli (cum a fost și originalul nWo).
În meci, Hogan l-a împuns pe Nash în piept cu degetul arătător, după care Nash a căzut în ring și Hogan l-a ținut la sol; victoria a marcat reuniunea celor două grupuri într-unul heel. În aceeași transmisiune, comentatorul WCW Tonz Schiavone a dat rezultatele programului rival WWF, dezvăluind că Mick Foley urma să câștige titlul WWF. Deși această dezvăluire ar fi trebuit să împiedice telespectatorii Nitro să treacă la Raw, de fapt 600.000 de telespectatori au schimbat canalul pentru a vedea victoria lui Foley, iar majoritatea telespectatorilor au revenit pe Nitro, când au mai rămas 5 minute de transmisiune. Incidentul a fost denumit Fingerpoke of Doom atât pentru că Nash a supra-vândut împungerea și de asemenea pentru ramificațiile negative pe care incidentul le-a adus companiei ca un întreg, cu jurnaliștii de wrestling creditându-l ca începutul sfârșitului pentru WCW și sfârșitul Monday Night Wars.